# Eugeniusz Konik

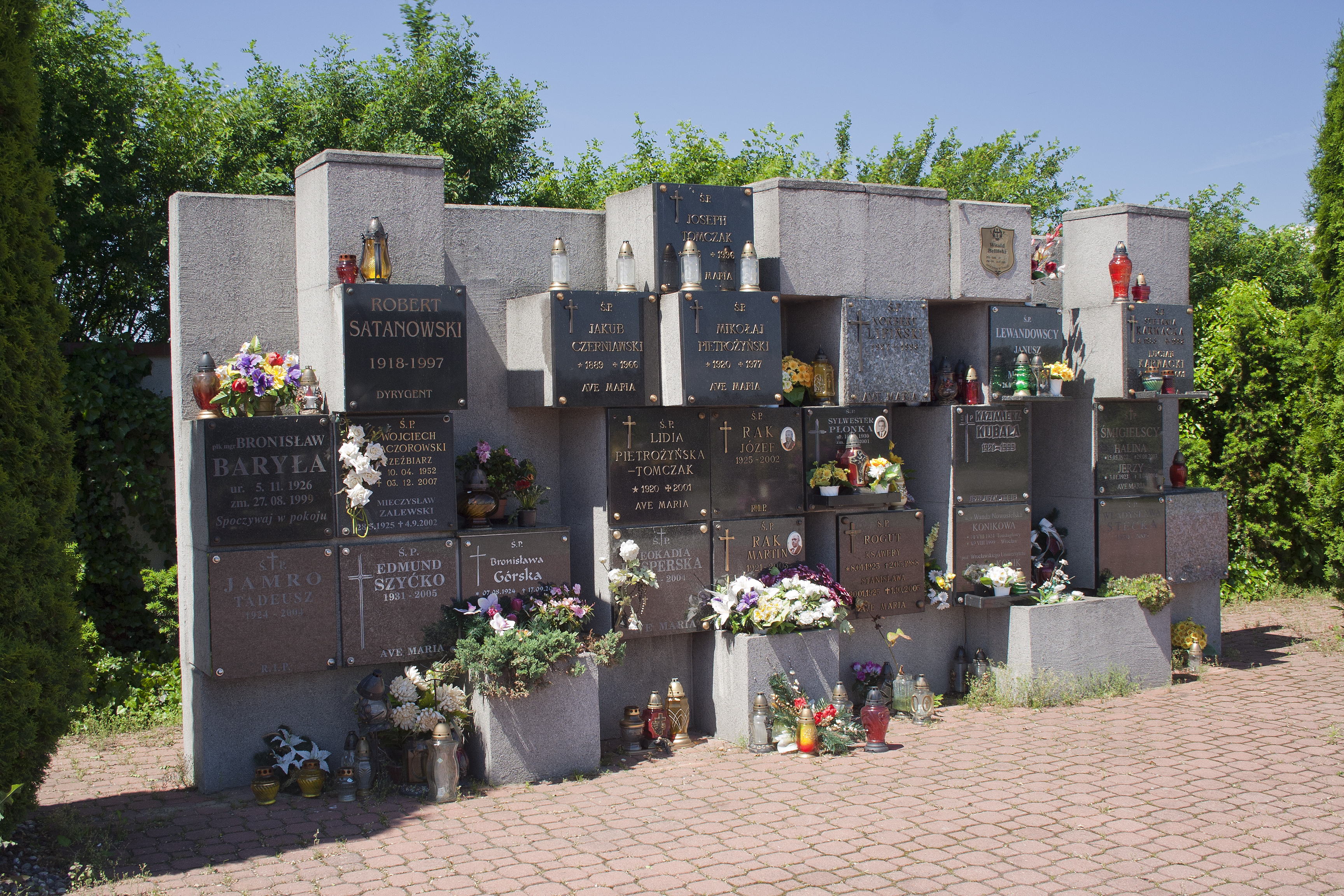
Kolumbarium na cmentarzu komunalnym Psie Pole we Wrocławiu, w którym znajduje się urna z prochami Eugeniusza Konika

Eugeniusz Adam Konik (ur. 11 listopada 1914 we Lwowie, zm. 29 kwietnia 2002 we Wrocławiu) – polski historyk, specjalizujący się w historii starożytnej; nauczyciel akademicki związany z uczelniami we Wrocławiu i Opolu.

## Życiorys
W 1933 ukończył VI Państwowe Gimnazjum im. Stanisława Staszica we Lwowie. Następnie rozpoczął studia w zakresie filologii klasycznej na Uniwersytecie Jana Kazimierza. W roku akademickim 1938/1939 uzyskał nominację na zastępcę asystenta przy katedrze Archeologii Klasycznej. W sierpniu 1939 r. został zmobilizowany. Dostał się do niewoli niemieckiej i przebywał w oflagu Woldenberg II C. Został wyzwolony z niewoli w lutym 1945. Przybył do Lublina. Tam został młodszym asystentem przy katedrze Etnologii i Etnografii na Uniwersytecie Marii Curie-Skłodowskiej. Równocześnie kontynuował studia w zakresie filologii klasycznej na Katolickim Uniwersytecie Lubelskim, które ukończył wiosną 1946. W tym samym roku przeniósł się do Wrocławia i podjął pracę jako starszy asystent przy katedrze historii starożytnej Instytutu Historycznego Uniwersytetu Wrocławskiego. W 1950 uzyskał doktorat na podstawie pracy Kontakty plemion Śląska w pierwszych wiekach naszej ery z imperium rzymskim. W 1952 został zastępcą profesora w Lublinie i otrzymał tytuł docenta. Zorganizował tam zakład historii starożytnej. Powrócił do Wrocławia w 1956. W 1958 został kierownikiem katedry historii starożytnej, a od 1969 do emerytury był kierownikiem zakładu historii starożytnej. W latach 1975–1976 był dyrektorem Instytutu Historycznego Uniwersytetu Wrocławskiego. W 1967 został profesorem nadzwyczajnym, a w 1980 zwyczajnym. Związany był także z opolską Wyższą Szkołą Pedagogiczną, gdzie w latach 1960–1969 pełnił funkcję prodziekana, a następnie dziekana Wydziału Filologiczno-Historycznego WSP. W 1985 przeszedł na emeryturę. Członek PZPR w latach 1952-1989.
Odznaczony m.in. Krzyżem Kawalerskim Orderu Odrodzenia Polski, Medalem „Za udział w wojnie obronnej 1939”, Medalem Komisji Edukacji Narodowej i Odznaką tytułu honorowego „Zasłużony Nauczyciel Polskiej Rzeczypospolitej Ludowej”.

## Wybrane publikacje
- Gajusza Juliusza Cezara Wojna domowa w relacjach nieznanych autorów. Wojna aleksandryjska, Wojna afrykańska, Wojna hiszpańska, przekł. z łacińskiego, współautor: Wanda Nowosielska-Konikowa, Wrocław 1992
- Wojna domowa. Księga III. Gajusz Juliusz Cezar, przekł. z jęz. łacińskiego, współautor: Wanda Nowosielska-Konikowa, Wrocław 1992.
- 1500-lecie upadku cesarstwa zachodniorzymskiego. Materiały Ogólnopolskiego Sympozjum Naukowego w Karpaczu, 8-9 grudnia 1976 r., Wrocław 1979.
- Dramat starożytny, Wrocław 1984.
- Badania nad pismem i językiem ludów egejskich, Warszawa 1955.
- Gajusz Juliusz Cezar, Wojna galijska, przekł. z jęz. łacińskiego, Wrocław 1978.